# استاماتیس اسپانوداکیس
استاماتیس اسپانوداکیس (یونانی: Σταμάτης Σπανουδάκης؛ زادهٔ ۱۱ دسامبر ۱۹۴۸) موسیقی‌دان، آهنگساز، ترانه‌سرا، تنظیم‌کننده و تهیه‌کننده موسیقی اهل یونان است.
او آهنگسازی کلاسیک مدرن را در وورتسبورگ زیر نظر «برتولد هومل» و در آتن زیر نظر «کنستانینوس کیدونیاتیس» فرا گرفت. نخستین آهنگسازی او در سینما در سال ۱۹۷۴ بود. اسپانوداکیس از سال ۱۹۹۵، بر ساخت موسیقی بی‌کلام با الهام از مضامین تاریخی و مذهبی یونان تمرکز کرده و محبوبیت قابل توجهی در یونان به دست آورده است. او در حال حاضر به همراه همسرش، دوری، و چهار سگشان در حومه آتن زندگی می‌کند. او در استودیوی شخصی خود، به ضبط، آهنگسازی، تنظیم، تهیه‌کنندگی، اجرا و مهندسی آثار موسیقی خود می‌پردازد.